# Leopold Jessner
Leopold Jessner, född 3 mars 1878, död 13 december 1945, var en tysk regissör och teaterledare.
Jessner var tidigare regissör, bland annat i Hamburg. 1919-30 var han chef för de statliga talscenerna i Berlin, från 1928 som generalintendent, och kvarstod 1930 som regissör. Hans iscensättningar präglades av stark fantasi, rytmisk nerv och omsorgsfull behandling av deklamationen, men hans experimentlusta i modernistisk riktning uppfattades ibland som chockerande.